# 出花 (仙台市)
出花（いでか）は、宮城県仙台市宮城野区の町丁。郵便番号は983-0012。住民基本台帳に基づく人口は2,617人、世帯数は1,411世帯（2025年4月1日現在）。現行行政地名は出花一丁目から出花三丁目。住居表示は全域で未実施である。旧仙台市出花。

## 地理
仙台市中心部の東方約10km、宮城野区の高砂地区に位置する。仙台港の背後地にあたり、周囲を中野に囲まれている。南側の中野との境界を宮城県道23号仙台塩釜線と仙台東部道路が、北側には国道45号が通っている。付近には請願駅として開業した中野栄駅や仙台港北インターチェンジがある。

## 歴史

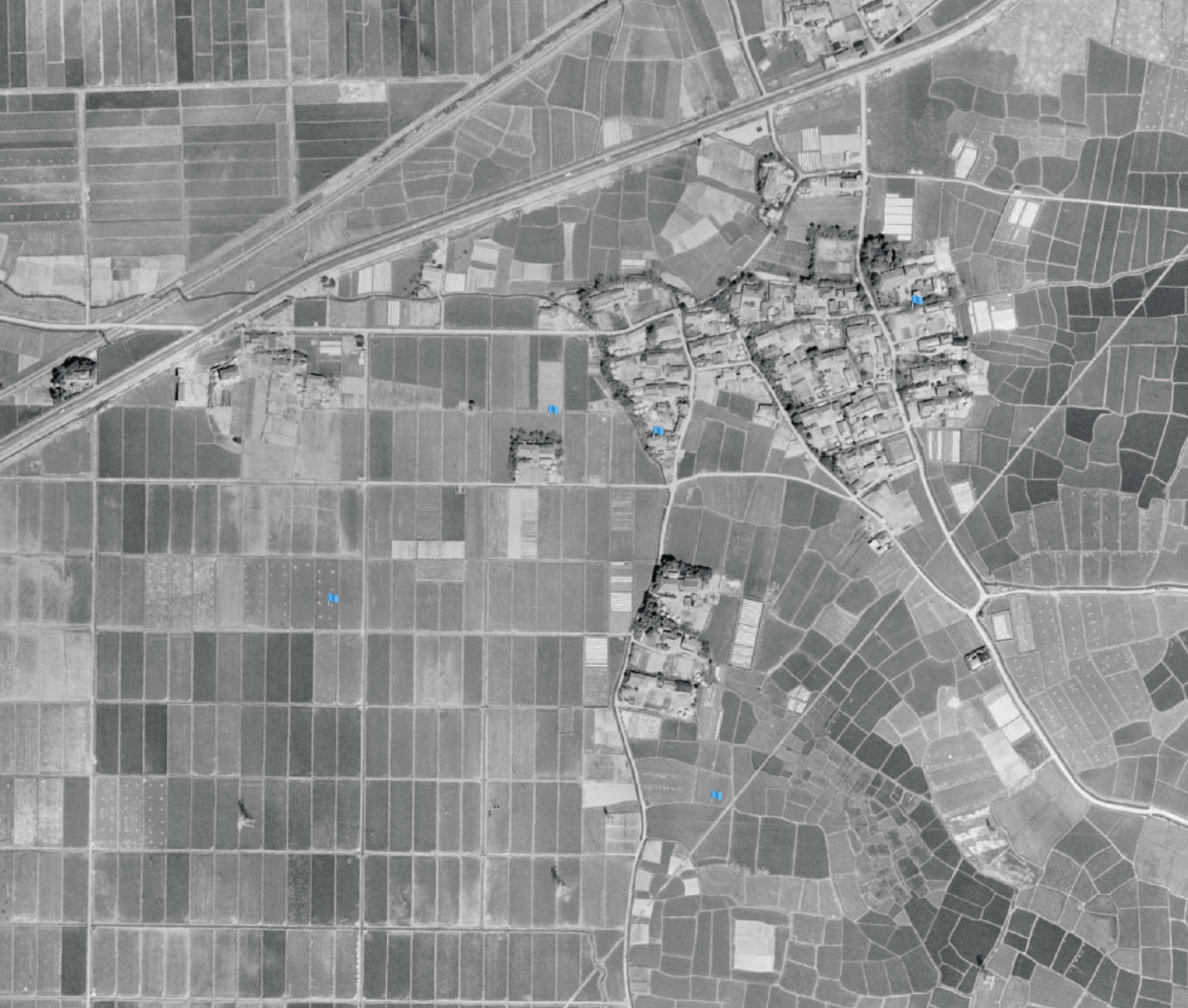
出花の航空写真（1961年4月20日）

出花の地名については、天保10年頃の「仙臺郡村小名調」に宮城郡中野村の字名として既に存在している。1889年（明治22年）の町村制施行後、中野村は宮城郡高砂村大字中野となり、1941年（昭和16年）に仙台市に編入され仙台市中野となった。
この地域は1905年（明治38年）頃に行われた耕地整理事業によって生産性の高い農地として整備され、地区の大半は農地であった。しかし、仙台市が新産業都市に指定されたことによる開発の高まりや、1978年（昭和53年）に仙石線の陸前高砂 - 多賀城間に新駅を誘致することが話題となったことで急速な市街化の動向が高まり、無秩序な開発の防止と計画的街づくりを行うため土地区画整理が行われることとなった。
出花一丁目と出花二丁目は「仙台市出花土地区画整理事業」により開発が進み、1987年（昭和62年）に換地処分が行われ誕生した。その後の2007年（平成19年）には、「仙台市出花東土地区画整理」によって出花三丁目が誕生した。出花一丁目については、「仙塩広域都市計画事業 仙台港背後地土地区画整理事業」によって町界が改められ、2016年（平成28年）に中野の一部が出花一丁目に編入された。
2011年（平成23年）3月11日に発生した東日本大震災では、出花町内も16時前に1mから2mの津波が到達し、大きな被害を受けたものの、町内での人命被害はなかった。翌3月12日早朝より出花集会所に臨時避難所が開設され、3月18日まで炊き出しが実施された。

### 年表
- 1978年（昭和53年）11月23日 - 土地区画整理組合の設立準備委員会が結成される[10]。
- 1981年（昭和56年）
  - 7月9日 - 組合設立許可を宮城県へ申請する[10]。
  - 9月14日 - 宮城県指令第4707号によって、県知事より組合設立許可申請が下りる[10]。
  - 9月22日 - 宮城県公告第1083号により組合設立認可が公告され、仙台市出花土地区画整理事業が設立される[10][9]。
- 1986年（昭和61年）2月3日 - 町名変更についての協議が行われる[10]。
- 1987年（昭和62年）
  - 4月14日 - 換地処分の公告が行われる[10][9]。
  - 4月15日 - 換地処分の効力が発生したことにより、出花一丁目・出花二丁目が誕生する。
  - 11月6日 - 完工式が執り行われる[10]。
- 1989年（平成元年）4月1日 - 仙台市が政令指定都市に移行し、宮城野区が誕生。仙台市宮城野区出花となる。
- 2005年（平成17年）1月7日 - 宮城県が仙台市出花土地区画整理事業を認可し、事業に着手する[9]。
- 2007年（平成19年）
  - 7月20日 - 換地処分の公告が行われる[9]。
  - 7月21日 - 換地処分の効力が発生したことにより、出花三丁目が誕生する。
- 2011年（平成23年）
  - 3月11日 - 東日本大震災が発生。出花町内にも1mから2mの津波が到達する[14]。
- 2016年（平成13年）
  - 10月31日 - 仙塩広域都市計画事業 仙台港背後地土地区画整理事業内の換地処分の公告が行われる[9]。
  - 11月1日 - 換地処分の効力が発生したことにより、宮城野区中野の一部が出花一丁目に編入される。

### 町名の由来
出花が成立する以前の字名である中野字出花より。

## 世帯数と人口
2025年（令和7年）4月1日現在の世帯数と人口は以下の通りである。
| 丁目       | 世帯      | 人口    |
| ---------- | --------- | ------- |
| 出花一丁目 | 694世帯   | 1,226人 |
| 出花二丁目 | 422世帯   | 763人   |
| 出花三丁目 | 295世帯   | 628人   |
| 計         | 1,411世帯 | 1,411人 |

## 小・中学校の学区
小・中学校の学区は以下の通りとなる。
| 町丁       | 番地           | 小学校       | 中学校     | 中学校         |
| ---------- | -------------- | ------------ | ---------- | -------------- |
| 出花一丁目 | 16-12から16-14 | 福室小学校   | 高砂中学校 | （中野中学校） |
| 出花一丁目 | 287            | 福室小学校   | 高砂中学校 | （中野中学校） |
| 出花一丁目 | 上記以外       | 中野栄小学校 | 中野中学校 | 中野中学校     |
| 出花二丁目 | 全域           | 中野栄小学校 | 中野中学校 | 中野中学校     |
| 出花三丁目 | 全域           | 中野栄小学校 | 中野中学校 | 中野中学校     |

## 施設

### 公共
- 出花体育館（出花一丁目13-7）
- 愛宕神社（出花一丁目1-244）
- 出花集会所（出花二丁目7-15）
- 中野栄あしぐろ保育所（出花一丁目279）

#### 公園
- 出花一丁目公園（出花一丁目12-4）
- 出花二丁目公園（出花二丁目7-9）
- 出花三丁目公園（出花三丁目36-9）

### 企業・店舗
- ローソン 仙台出花二丁目店（出花二丁目4-7）
- サトー商会 中野栄点（出花二丁目8-1）

## 交通

### 鉄道
鉄道駅はない。最寄り駅は■仙石線中野栄駅。

### バス
- 宮城交通
  - 出花団地 -（中野：中野栄駅）- 中野歩道橋前（40系統）

### 道路

#### 高速道路
- 仙台東部道路

#### 一般国道
- 国道45号

#### 主要地方道
- 宮城県道23号仙台塩釜線